# Issa Adekunle
Usman Issa Adekunle (* 20. prosince 1997, Nigérie) je nigerijský fotbalový útočník/křídelník, od února 2017 hráč klubu AS Trenčín, od ledna 2018 na hostování v klubu FK Inter Bratislava.

## Klubová kariéra
- GBS Football Academy (mládež)[1]
- FK AS Trenčín 2017–
- →  1. FC Tatran Prešov (hostování) 2017
- →  FK Inter Bratislava (hostování) 2018–

V Nigérii působil ve fotbalové akademii GBS Football Academy. V únoru 2017 přestoupil společně s krajany Abdulem Zubairem a Hillarym Gongem na Slovensko do klubu FK AS Trenčín.

Na podzim 2017 hostoval z Trenčína v týmu prvoligového konkurenta 1. FC Tatran Prešov. V lednu 2018 odešel hostovat do druholigového slovenského mužstva FK Inter Bratislava.